# Classifiche delle Italian Series of Poker
Questa pagina contiene le classifiche delle Italian Series of Poker, ordinate in base a differenti criteri. Tutti i dati sono aggiornati dopo l'edizione 2025.

## Bracciali
Di seguito i primi 15 giocatori per numero di bracciali delle Italian Series of Poker conquistati in carriera, a parità di Bracciali contano i piazzamenti a premio (ITM). 
| Posizione | Nominativo         | Bracciali | Piazz. a premio (ITM) |
| --------- | ------------------ | --------- | --------------------- |
| 1         | Dario De Toffoli   | 6         | 47                    |
| 2         | Enrico Mosca       | 4         | 32                    |
| 3         | Olsi Lala          | 4         | 7                     |
| 4         | Andrea Sorrentino  | 3         | 20                    |
| 5         | Massimiliano Forti | 3         | 13                    |
| 6         | Danilo Donnini     | 3         | 15                    |
| 7         | Federico Privitera | 3         | 10                    |
| 8         | Paolo Della Penna  | 3         | 6                     |
| 9         | Vincenzo Savarese  | 3         | 3                     |
| 10        | Cataldo Valletta   | 2         | 32                    |
| 11        | Adrian Lovin Sorin | 2         | 21                    |
| 12        | Roberto Roberti    | 2         | 18                    |
| 13        | Rok Markovic       | 2         | 17                    |
| 14        | Lorenzo Laganà     | 2         | 16                    |
| 15        | Monica Poggi       | 2         | 12                    |

A seguire Alessandro Longobardi con due bracciali e sette piazzamenti ITM (In The Money).
NOTAː  Informazioni estratte il giorno 11 agosto 2025 dal sito ufficiale Hendon Mob poker database.

## Guadagni
Di seguito i primi 25 giocatori per cifra guadagnata (in US$) alle ISOP - Italian Series of Poker. 
| Posizione | Nominativo                | Guadagni in US$ |
| --------- | ------------------------- | --------------- |
| 1         | Andrea Iocco              | $ 129.254       |
| 2         | Adrian Lovin Sorin        | $ 112,836       |
| 3         | Paolo Fantini             | $ 112,416       |
| 4         | Alessandro Scermino       | $ 88.100        |
| 5         | Flavio Favilli            | $ 81.319        |
| 6         | Danilo Donnini            | $ 75.439        |
| 7         | Dario De Toffoli          | $ 75.109        |
| 8         | Lorenzo Montanera         | $ 74.643        |
| 9         | Nicola Benedetto          | $ 71.429        |
| 10        | Enrico Mosca              | $ 68.885        |
| 11        | Massimo Schiralli         | $ 66.591        |
| 12        | Giorgio Silvestrin        | $ 65.779        |
| 13        | Davide Cojaniz            | $ 64.121        |
| 14        | Roberto Roberti           | $ 64.100        |
| 15        | Marcello Miniucchi        | $ 61.352        |
| 16        | Claudio Di Giacomo        | $ 61.152        |
| 17        | Paolo Della Penna         | $ 60.515        |
| 18        | Augusto Baruffi           | $ 60.126        |
| 19        | Italo Martin Palao Modena | $ 59.014        |
| 20        | Andrea Sorrentino         | $ 57.812        |
| 21        | Martynas Milauskas        | $ 57.334        |
| 22        | Mitja Rudolf              | $ 57.055        |
| 23        | Romano Ravaioli           | $ 55.792        |
| 24        | David Urban               | $ 55.629        |
| 25        | Alexander Meoni           | $ 55.621        |

NOTAː  Informazioni estratte il 22 dicembre 2024 dal sito ufficiale Hendon Mob poker database.